# Pavilhão da Realidade Virtual

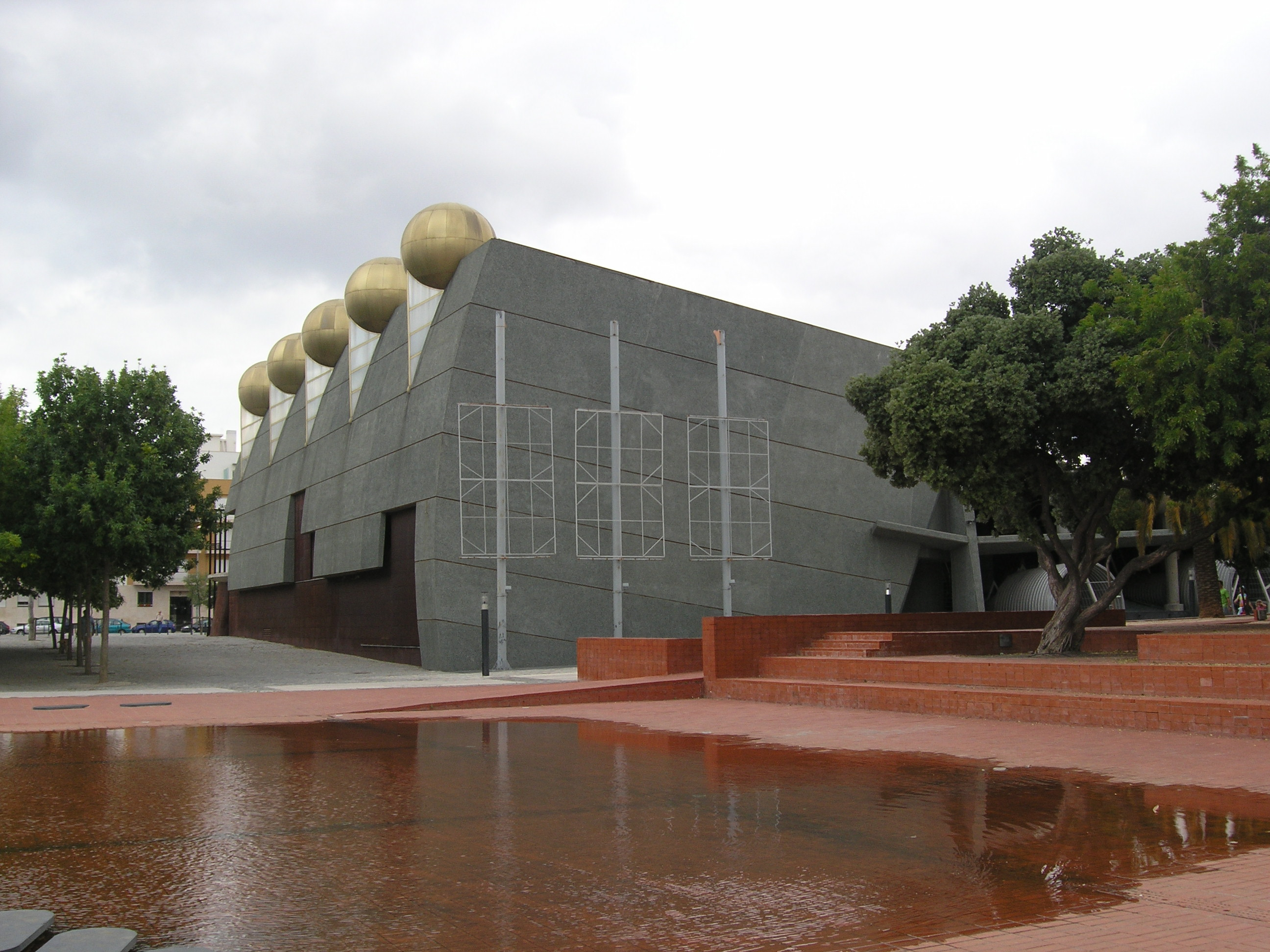
Pavilhão da Realidade Virtual

O Pavilhão da Realidade Virtual da Expo '98 , da autoria do arquitecto Manuel Vicente, sob a coordenação do arquitecto Francisco Teixeira Bastos, foi um pavilhão executado em tempo record, uma vez que foi começado e ser concebido 11 meses antes da inauguração da Expo´98. A proposta para o edifício era de potenciar experiencias espaciais das virtualidades do real, promovidas pela manipulação do espaços arquitetónicos em antecipação e por oposição aos espaços de realidade virtual, promovidos pela tecnologia mais sofisticada da época. Após um percurso de promenade arquitectónica modelada por entradas de luz zenital, resultantes da desconstrução da cobertura, entrava-se um interior imersivo que albergava uma série de experiências do domínio da realidade virtual. Apesar de ser o único pavilhão onde se pagava a entrada (800 escudos), foi um dos mais visitados da Expo '98, sendo a espera média para entrar cerca de 4 horas. 

## Visita
A visita começava com um passeio num simulador, onde os visitantes eram rodeados por um ecrã gigante e se sentavam em cadeiras assentes sobre uma plataforma móvel. Durante a simulação, o "submarino" onde os visitantes se encontravam submergia nas águas e descia até às ruínas subaquáticas de uma cidade perdida. A meio da viagem, o submarino era atacado por criaturas marinhas, sacudindo a plataforma e os seus "passageiros".
Em seguida, podia visitar-se uma sala dotada de periscópios com hologramas onde surgiam as mais variadas figuras. O assento vibrava e os periscópios davam a sensação de movimento através do fundo dos mares.
A sala seguinte continha um vôo virtual em 3 dimensões e recorria a um sistema de votação para decidir se a "viagem" seria ao mundo do fogo ou ao mundo do gelo. Para o efeito, os visitantes carregavam num botão à sua frente e a maioria dos votos decidia o filme a ver.
A última sala era um "elevador" dotado de ecrãs nas paredes, chão e tecto, que simulavam uma elevação do fundo dos mares até à superfície, enquanto que o habitáculo vibrava, sob o ataque de monstruosos seres marinhos que surgiam das profundezas.

## Depois da Expo '98
Tentou-se aproveitar as experiências do Pavilhão para uso posterior e apostou-se em diferentes programas, um deles girando à volta da temática de Camões, mas alguns anos depois o pavilhão foi desactivado, tendo sido posteriormente demolido.